# Parque nacional Sumaco Napo-Galeras
El parque nacional Sumaco Napo-Galeras (PNSNG) es un área protegida situada al nororiente de Ecuador en las provincias de Napo, Sucumbíos y Orellana. El parque es catalogado como un área de importancia para la conservación de aves en Ecuador. Tiene una extensión de unas 205 249 ha y se encuentra conformado principalmente por dos secciones aislados de la cordillera de los Andes, el macizo del volcán Sumaco y la cordillera de Galeras, zonas de alta biodiversidad. Loreto, Hollín y Archidona son poblados que presentan un alto nivel de alteración a los ecosistemas que se sitúan en la parte baja de la cordillera y del macizo. Cabe mencionar que el parque está dividido en dos partes por la vía Hollín-Loreto. El PNSNG está conectado con el parque nacional Antisana a través propiedades de una red local de bosques privados denominada Rhocroe.

## Características físicas
Dentro del PNSNG, se encuentran paisajes de alta montaña, como los volcanes Sumaco, Pan de Azúcar y Cerro Negro, los cuales conforman las cuencas altas de los ríos Quijos, Coca y Napo.
El parque se encuentra conformado por dos zonas, la primera constituye el sector Sumaco, formado por los volcanes Sumaco, Pan de Azúcar y Cerro Negro, desde el nacimiento del sistema hidrográfico de los ríos Napo y Coca y alimenta al río Quijos. La segunda zona es la cordillera Napo-Galeras de los cuales sus flancos constituyen un área rica en vertientes y manantiales de gran importancia para el pueblo Kichwa amazónico como sitios sagrados.

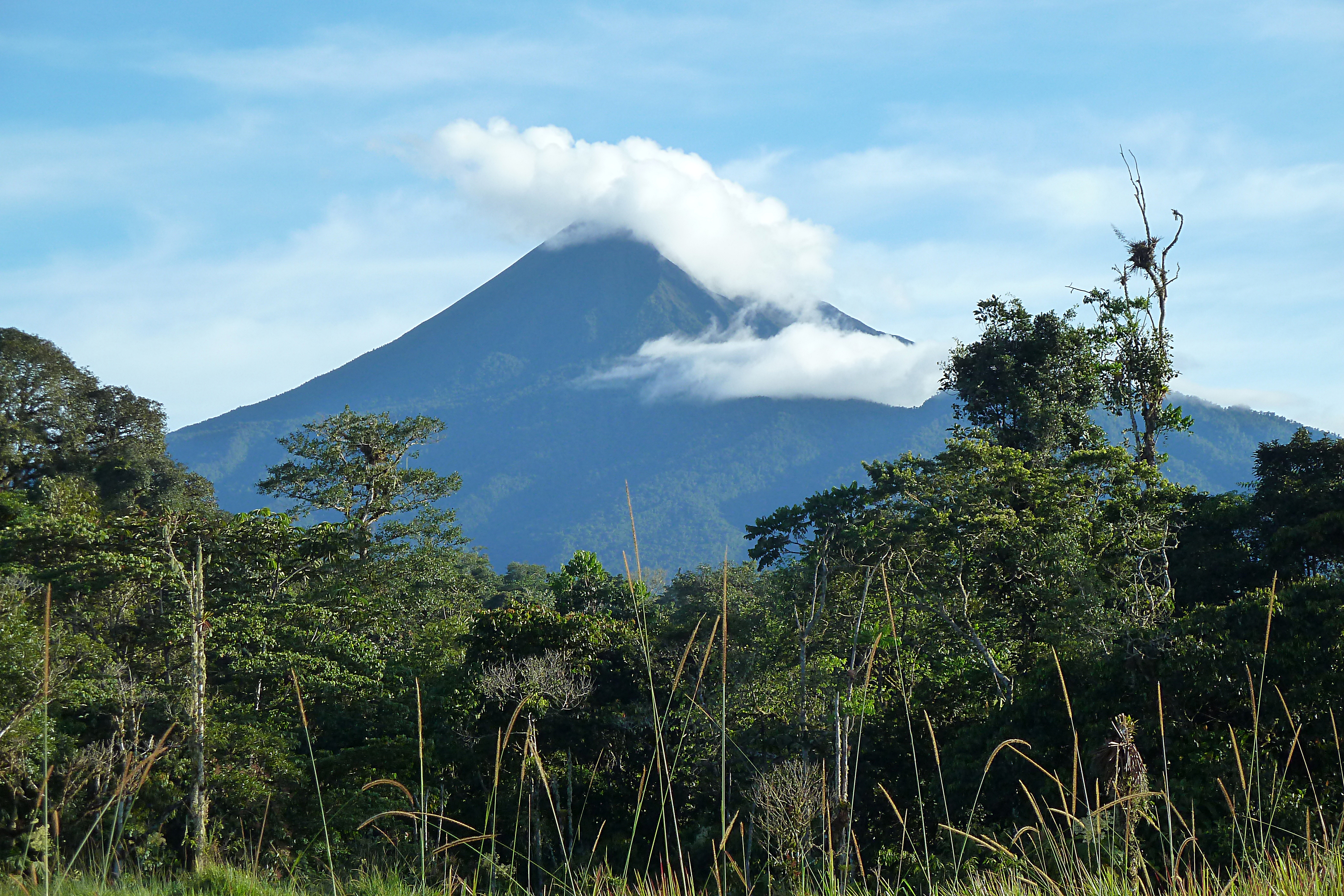
Vista del volcán Sumaco desde el Wildsumaco Lodge

### Geología
La cordillera de Napo obedece al levantamiento de Napo el cual se encuentra constituido por sedimentos cretácicos, en su mayoría marinos como las formaciones Chapiza, Hollín, Napo y Tena). Por su naturaleza calcárea y por su extensión, la formación Napo desempeña un papel morfogénico particular, de igual forma como la formación Hollín por su naturaleza arenisca. Al norte del volcán Sumaco, el paisaje está formado por capas de arenisca, planos estructurales armados, las que constituyen las cornisas que dominan el cañón del río Quijos. Al sur del Sumaco, la influencia morfogénica de los sedimentos calcáreos es evidente, siendo esta dominante a los areniscosos, arcillosos y margosos, y forma paisajes con aspectos sub kársticos.

### Temperatura
La variación climática va de los 6 °C a los 8 °C, definido por los pisos altitudinales. Las menores temperaturas se encuentran en los páramos amazónicos de la parte alta y occidental del parque, por otra parte los sectos con temperaturas más cálidas (superiores a los 20 °C) se encuentran en las zonas bajas, en la vertiente amazónica.

### Precipitación
En las secciones más altas, las precipitaciones son de 1750 a 2000 mm, mientras que en las partes bajas presentan precipitaciones de 4000 mm a 6000 mm que se incrementan secuencialmente en el sector del Sumaco que va desde la zona subandina al oeste hasta las planicies al este.

### Hidrología
El PNSNG presenta siete subcuencas hidrográficas del río Machacuyacu, Hollín, Suno, Payamino, Pucuno, Pusuno y Bueno, consideradas como una unidad de planificación dentro de la administración, gestión y manejo de los recursos naturales del área.

## Características biológicas

### Cobertura vegetal y uso del suelo

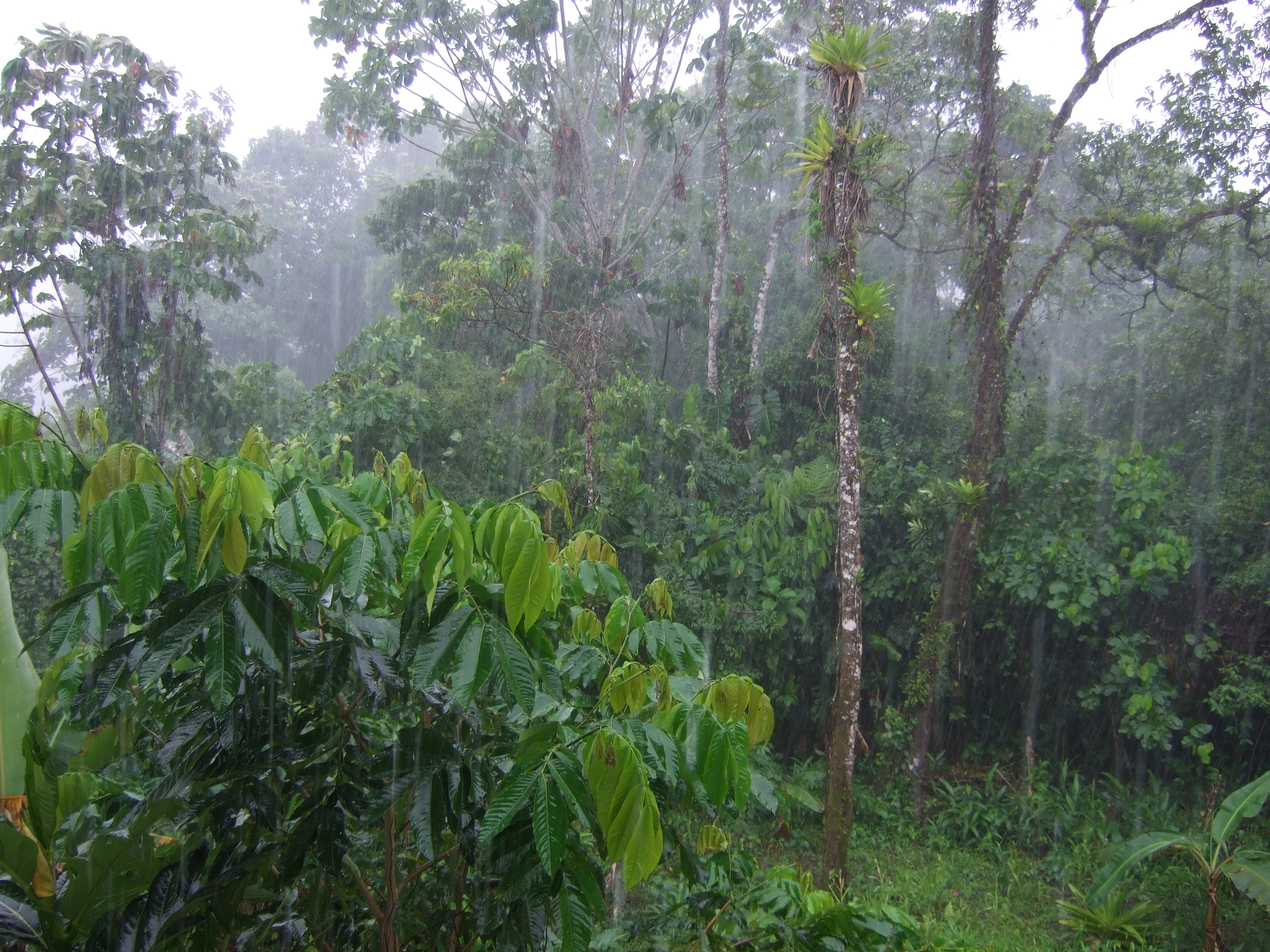
La vegetación principal del parque está constituida por bosques tropicales.

#### Sector de tierras bajas

##### Bosque siempreverde de tierras bajas
Va desde los 400 a 600 m s. n. m. se caracteriza por una riqueza florística alta, alrededor de 225 especies en una hectárea de bosque.

#### Sector estribaciones de la cordillera oriental

##### Bosque siempreverde piemontano
Va desde los 600 a 1300 m s. n. m., su topografía es irregular, caracterizado por colinas escarpadas, con un buen drenaje de los suelos, la vegetación piemontana forma una serie de bosques continuos, que se relacionan con el tipo de suelo, la altitud y la precipitación.

##### Matorral húmedo montano bajo
Presenta un rango de 1200 a 1800 m s. n. m. Se sitúan sobre crestas de colinas de las cordilleras Galeras y Cutucú. Se caracterizan por vegetación densa que no superan los ocho metros de altura, dentro de las especies que sobresalen en esta formación están Alchornea y Miconia, Weinmania, Ilex y palmas arbustivas. Además, existen varias especies arbustivas y herbáceas de las familias Ericaceae, Cyclanthaceae, Bromeliaceae y Arecaceae.

#### Sector de las cordilleras amazónicas

##### Bosque siempreverde montano bajo
Presenta un dosel entre 20 a 30 m y los fustes arbóreos están cubiertos por especies de plantas epífitas, musgos. Entre los 1300 y 1500 m s. n. m. la composición florística cambia. En cambio, por encima de los 1500 m s. n. m. se reduce linealmente la riqueza de especies, se encuentra dominado por familias montanos como Theaceae, Araliaceae y Brunelliaceae.

##### Bosque de neblina montano
La neblina en movimiento en estos bosques es persistente, el dosel no supera los veinte metros de altitud, con copas densas y compactas. La familia más diversa en esta formación es Lauraceae, aunque el grupo dominante es el de las palmeras (Arecaceae). Esta formación se encuentra entre los 2000 y 2900 m s. n. m.

##### Páramo de pajonal
Entre los 3400 y 3732 m s. n. m., se encuentran extensiones de pajonales, compuesta por géneros como Calamagrostis, Festuca y Stipa, en los límites inferiores se encuentran de forma esporádica manchas del género Chusquea y otros arbustos.

### Flora
- Ruptiliocarpon caracolito
- Gyranthera micrantha
- Rollinia dolichopetala
- Persea nudigemma
- Talauma neillii
- Henriettella odorata
- Topobea induta
- Prunus herthae
- Alseis lugonis
- Acanthosyris annonagustata
- Ampelocera longissima
- Guzmania sp.

### Fauna

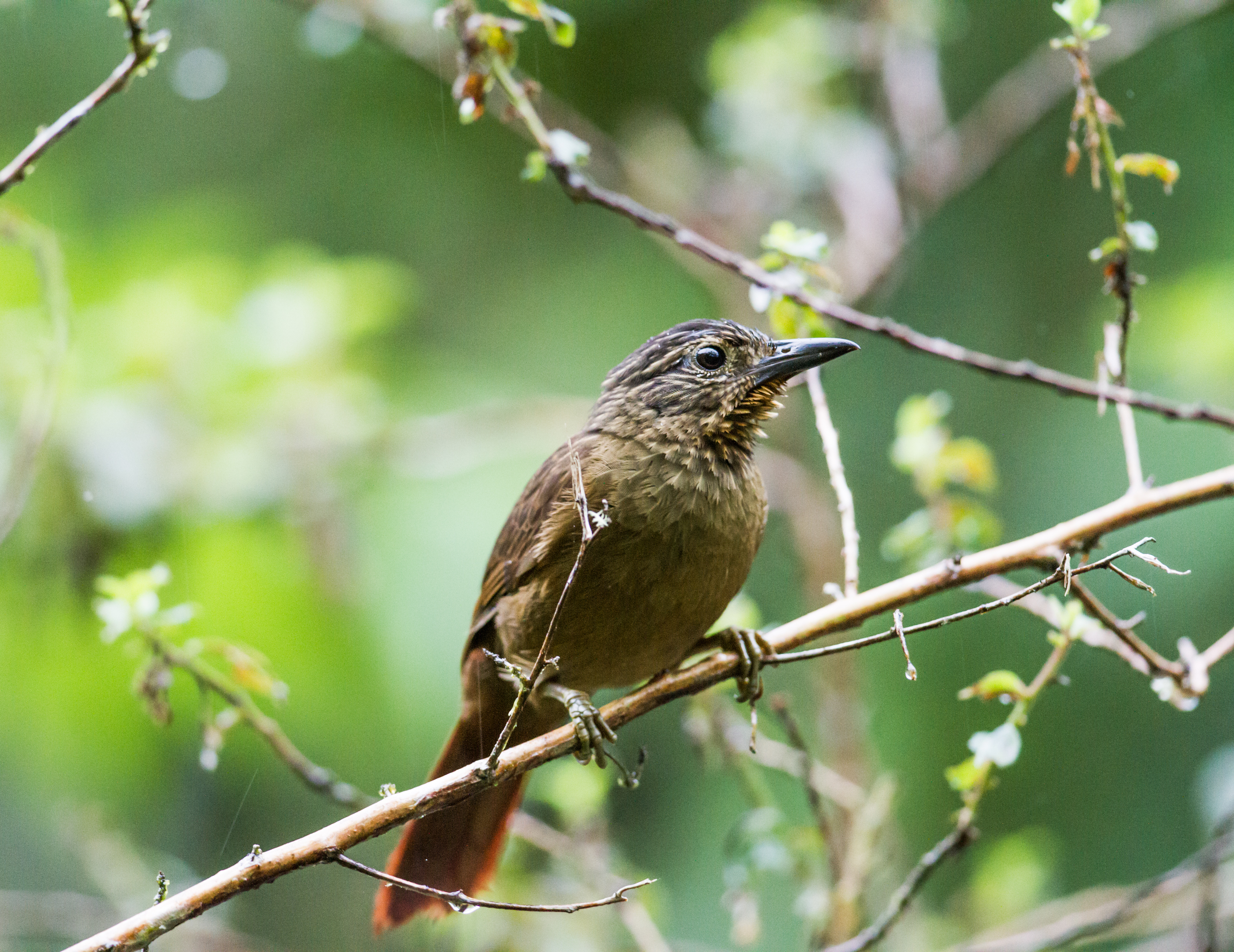
Thripadectes melanorhynchus

- Aotus trivirgatus
- Eira barbara
- Myrmecophaga tridactyla
- Tapirus
  - Tapirus pinchaque
  - Tapirus terrestris
- Puma concolor
- Leopardus tigrinus
- Leopardus pardalis
- Herpailurus yaguarondi
- Bradypus variegatus
- Pecari tajacu
- Leopardus wiedii

## Amenazas
Existen algunas presiones fuertes en las partes más bajas, como son la ganadería y el cultivo de naranjilla, así como con la extracción selectiva de madera. El parque se encuentra dividido en dos sectores por lo que entre ellos existe un alto nivel de alteración de hábitat. La carretera que los divide (Hollín-Loreto) constituye una vía de acceso para colonos hacia ambas partes del parque. Además, la cordillera de Galeras tiene una fuerte presión de ganadería e intereses de empresas mineras, madereras y petroleras que pretenden explotar recursos dentro del parque.